# Barksen (Porta Westfalica)
Barksen ist ein Ort, der zu Kleinenbremen, einem Ortsteil der Stadt Porta Westfalica im nordrhein-westfälischen Kreis Minden-Lübbecke, gehört.
Der Ort liegt östlich des Kernortes Kleinenbremen. Nördlich verläuft die B 83, südlich erstreckt sich das rund 9 ha große Naturschutzgebiet Heineberg, verläuft die A 2 und erstreckt sich – auf niedersächsischem Gebiet – das 452 ha große Naturschutzgebiet Kamm des Wesergebirges. Die Landesgrenze zu Niedersachsen verläuft nördlich, östlich und südlich des Ortes, wobei die Schermbeeke nördlich und östlich Grenzfluss ist.